# Pinosia ortegioides
Pinosia ortegioides är en nejlikväxtart som beskrevs av Ignatz Urban. Pinosia ortegioides ingår i släktet Pinosia och familjen nejlikväxter. Inga underarter finns listade i Catalogue of Life.